# Horst Vladar

Annette und Horst Vladar

Horst Vladar (* 28. Dezember 1941 in Odrau, Reichsgau Sudetenland) ist ein deutscher Regisseur, Opernsänger und gemeinsam mit Annette Vladar und Anton Sprenzel Künstlerischer Leiter der Neuburger Kammeroper.

## Leben
Vladar kam 1946 als Kind nach Neuburg an der Donau, wo er auch aufwuchs und ab 1956 im Schüler- und Studententheater Statisten erste Theatererfahrungen sammelte. Am Augsburger Konservatorium studierte er Waldhorn und Gesang und war anschließend an den Theatern von St. Gallen, Wien, Ulm, Berlin und Dortmund als Bassbuffo, danach dann in Coburg, Trier, Osnabrück, Pforzheim und Lüneburg zugleich als Sänger und Musiktheaterregisseur engagiert. In den vergangenen Jahren spielte er überwiegend Rollen im Kinder- und Jugendtheater in Köln sowie gastweise u. a. an der Staatsoperette Dresden.
International anerkannt ist seine 1969 gemeinsam mit Anton Sprenzel (* 1932) und seinem Bruder Heinrich Wladarsch (1939–2013) gegründete Neuburger Kammeroper im spätbiedermeierlichen Stadttheater von Neuburg an der Donau, für deren außergewöhnliches Profil er als Künstlerischer Leiter gemeinsam mit seiner Frau Annette Vladar sorgt: Hier wurden 73 im zwanzigsten Jahrhundert zuvor sonst nirgends gespielte komische Opern und Operetten des 18. und 19. Jahrhunderts wiederbelebt.

## Auszeichnungen
- Kulturpreis der Stadt Neuburg